# 鈴木達夫 (弁護士)
鈴木 達夫（すずき たつお、1940年〈昭和15年〉7月28日 - 2020年〈令和2年〉1月14日）は、昭和から平成時代の弁護士、労働運動家。元NHK職員、日弁連刑事弁護センター委員。選挙では鈴木たつおの表記も用いる。

## 経歴
東京都中央区出身。1959年、東京都立新宿高等学校卒業、東京大学理科Ⅰ類入学。フロントの構革派論客だったとされ、1961年に日本共産党東大細胞から離党・除名された。1964年、同大学工学部土木工学科都市計画コース卒業。日本放送協会（NHK）に番組制作担当ディレクターとして入局し、長崎局に赴任。1967年、日本放送労働組合（日放労）長崎分会委員長に就任し、1968年の佐世保エンタープライズ寄港阻止闘争の先頭に立った。同年NHKに東京への配転を命ぜられ、これに反対する百日間闘争の末、日放労執行委員たちと団体交渉を要求したことにより暴力行為等処罰に関する法律違反で現行犯逮捕・起訴され、休職となった。1969年、全国反戦青年委員会代表世話人。1982年に15年間の裁判闘争の末、最高裁で罰金1万円が確定し、「職場秩序を乱した」としてNHKを懲戒免職された。長崎日放労では社青同・主体と変革派の一員だったが、その後中核派になったとされる。
1988年、司法試験に合格。第43期司法修習生を経て、1991年、第二東京弁護士会に登録。同弁護士会刑事弁護委員長、日弁連刑事弁護センター委員を歴任、国鉄千葉動力車労働組合（動労千葉）顧問弁護団、法政大学学生弾圧裁判弁護団、星野文昭さん再審弁護団等に参加する。
2014年1月、東京都知事選に無所属で立候補。戦争を推進する安倍政権の打倒、原発の即時撤廃、民営化・非正規職化に反対、2020年東京オリンピックの中止、盗聴の拡大・裁判員制度・司法改革に反対、星野文昭救出などを訴え中核派、リチャード・コシミズなどが支持を表明した。1万2684票を獲得、16人中8位で落選した。
2014年12月の第47回衆議院議員総選挙に東京都第8区から無所属で立候補。1万6981票を獲得、4人中4位で落選した。2016年7月の第24回参議院議員通常選挙に東京都選挙区から無所属で立候補。1万6187票を獲得、31人中18位で落選した。参院選挙では「労働者の力で社会に革命を」というキャッチフレーズを掲げ、伊藤陽平新宿区議によるインタビューでは、労働者を中心とした社会主義を目指していると答えた。
2017年7月の東京都議会議員選挙では杉並区から立候補した北島邦彦を推薦した。同年7月、国際連帯共同行動研究所が設立され、代表に就任した（事務局長は鎌田雅志）。同年10月の第48回衆議院議員総選挙では東京都第8区から立候補した齋藤郁真を支持した。
2019年に肺癌を患い、2020年1月14日、死去した。79歳没。

## 著書
- 『司法改革と治安弾圧』 労働者学習センター
- 『自民党新憲法草案との対決』 労働者学習センター

### 分担執筆
- 足立昌勝監修 『共謀罪と治安管理社会――つながる心に手錠はかけられない』 社会評論社、2005年
- 『未決勾留16年』刊行委員会編著 『未決勾留16年――迎賓館・横田事件の被告は無実だ』 編集工房朔、発売：JRC、2007年